# 11日
11日（じゅういちにち）は、暦上の各月における11日目である。
各月の11日については下記を参照。
- 1月11日 - 1月11日 (旧暦)
- 2月11日 - 2月11日 (旧暦)
- 3月11日 - 3月11日 (旧暦)
- 4月11日 - 4月11日 (旧暦)
- 5月11日 - 5月11日 (旧暦)
- 6月11日 - 6月11日 (旧暦)
- 7月11日 - 7月11日 (旧暦)
- 8月11日 - 8月11日 (旧暦)
- 9月11日 - 9月11日 (旧暦)
- 10月11日 - 10月11日 (旧暦)
- 11月11日 - 11月11日 (旧暦)
- 12月11日 - 12月11日 (旧暦)

## 記念日・年中行事
- 一六日（ 日本） ※1か6のつく日
- めんの日（ 日本）
全国製麺協同組合連合会が1999年に制定。「11」が細く長い麺に見えることと、「いい」と読めることから。